# Marquesado de Mirabel
El marquesado de Mirabel es un título nobiliario español creado el 14 de mayo de 1535 por el rey Carlos I a favor de Fadrique de Zúñiga y Sotomayor, señor de Mirabel, Berantevilla y Alconchel.

## Denominación
Su denominación hace referencia al municipio español de Mirabel, en la provincia de Cáceres.

## Marqueses de Mirabel

Escudo de Mirabel (Cáceres), señorío que dio lugar al marquesado de Mirabel

|                       | Titular                                                                     | Periodo               |
| Creación por Carlos I | Creación por Carlos I                                                       | Creación por Carlos I |
| --------------------- | --------------------------------------------------------------------------- | --------------------- |
| I                     | Fadrique de Zúñiga y Sotomayor                                              | 1535-1537             |
| II                    | María de Zúñiga Manuel y Sotomayor                                          | 1537-¿?               |
| III                   | Gerónima de Zúñiga y Dávila                                                 | ¿?-¿?                 |
| IV                    | Francisca de Zúñiga y Dávila                                                | ¿?-¿?                 |
| V                     | Francisca de Zúñiga y Dávila                                                | ¿?-¿?                 |
| VI                    | Manuel Pimentel y Zúñiga                                                    | ¿?-1716               |
| VII                   | Pedro de Zúñiga y Pimentel                                                  | 1716-1743             |
| VIII                  | Serafín Pimentel y Álvarez de Toledo                                        | 1743-1799             |
| IX                    | María de los Ángeles del Rosario Fernández de Córdoba y Pimentel            | 1799-¿?               |
| X                     | Antonio María Fernández de Córdoba                                          | ¿?-1845               |
| XI                    | Pedro de Alcántara Fernández de Córdoba y Álvarez de las Asturias-Bohorques | 1845-1883             |
| XII                   | María de la Encarnación Fernández de Córdoba y Carondolet                   | 1883-1923             |
| XIII                  | Hilda Joaquina Fernández de Córdoba y Mariátegui                            | 1923-1998             |
| XIV                   | Alejandra Falcó y Girod                                                     | 2001-actual titular   |

## Historia de los marqueses de Mirabel
- Fadrique de Zúñiga y Sotomayor (1475-1537), I marqués de Mirabel,[3] señor de Mirabel, Berantevilla y Alconchel.  Era hijo de Francisco de Zúñiga Manrique de Lara —hijo, a su vez, de Álvaro de Zúñiga y Guzmán, II conde y I duque de Plasencia, I duque de Arévalo, II conde de Ledesma, I conde de Bañares, etc. y de Leonor Manrique de Lara y Castilla—,[4] y de Juana Manuel de Sotomayor.[5]

Se casó con Inés de Guzmán, hija de Diego López de Ayala, III señor de Cebolla, y de su esposa Beatriz de Guzmán, de quien no hubo descendencia. Tuvo dos hijas con Ana de Castro, hija de Juan Serrano, mayordomo del obispo de Plasencia, y de María de Castro, camarera de la duquesa de Béjar. El título recayó en los casa ducal de Arión. Le sucedió su hija que fue legitimada:
- María de Zúñiga y Manuel y Sotomayor, II marquesa de Mirabel[7] y señora de Berantevilla.[8]

Casó con Luis Dávila y Zúñiga, comendador mayor de la Orden de Alcántara, general de la caballería española en Lorena, gentilhombre de cámara del rey Carlos I de España y miembro de los consejos de guerra. Sucedió su hija:
- Jerónima de Zúñiga y Dávila, III marquesa de Mirabel y IV señora de Berantevilla.[9]

Casó con su primo carnal, Alfonso de Zúñiga y Córdoba, comendador mayor de la Orden de Calatrava, hijo Pedro Dávila y Zúñiga, I marqués de Navas, y de su esposa María Enríquez de Córdoba, hija de los marqueses de Priego. Le sucedió su hija:
- Francisca de Zúñiga y Dávila, IV marquesa de Mirabel y V señora de Berantevilla.[9][12]

Casó en primeras nupcias con Luis Manique de Lara y Mendoza. Contrajo un segundo matrimonio con su primo hermano, Antonio Dávila Guzmán y Toledo (1590-1650), hijo del II marqués de Navas, mayordomo del rey Felipe III, gentilhombre de cámara de Felipe IV, embajador, consejero de Estado y Guerra, presidente del Consejo de Órdenes y embajador de Felipe III en Francia. Le sucedió su nieta, hija de Enrique de Zúñiga y Dávila (m. Madrid, 1658), I conde de Berantevilla en 1624 y III marqués de Povar, a la muerte de su cuñada Jerónima de Guzmán, y de su esposa y prima hermana, Juana Dávila y Guzmán, hija de su tío, Enrique Dávila y Guzmán, I marqués de Povar, y su esposa Catalina Enríquez de Ribera.:
- Francisca de Zúñiga Dávila y Ribera, V marquesa de Mirabel,[14] IV marquesa de Povar y II condesa de Berantevilla.[14][13]

Casó con José Pimentel y Zúñiga, caballero de la Orden de Calatrava y gentilhombre de cámara y mayordomo mayor del rey Carlos II, hijo de Juan Francisco Alonso Pimentel y Ponce de León (m. 1652), X conde y VII duque de Benavente, VIII conde de Luna y X conde de Mayorga, y de su primera esposa, Mencía de Zúñiga y Fajardo. Le sucedió su hijo: Le sucedió su hijo:
- Manuel Pimentel y Zúñiga (Madrid, 2 de junio de 1665-Madrid, 28 de mayo de 1716), VI marqués de Mirabel,[14] III conde de Berantevilla —títulos que cedió a su hermano menor «por incompatibilidad de mayorazgo»—, VI marqués de Povar, V marqués de Malpica, III conde de Navalmoraly caballero de la Orden de Calatrava y alférez mayor de Plasencia.[14]

Casó en primeras nupcias, el 24 de febrero de 1692, con Juana María Idiáquez-Butrón y Borja-Aragón, V duquesa de Ciudad Real, grande de España. Contrajo un segundo matrimonio, el 15 de diciembre de 1712, con Isabel María Fernández de la Cueva y de la Cueva. Casó en terceras nupcias con Teresa de Moscoso Osoorio y Aragón. Sin descendencia, le sucedió su hermano:
- Pedro de Zúñiga y Pimentel (Madrid, 1664-Madrid, 1743), VII marqués de Mirabel,[14] IV conde de Berantevilla y caballero de la Orden de Santiago.[14]

Casó, siendo su segundo esposo, con Juana Rosalea de la Cueva y de la Cueva, hija de Melchor Fernández de la Cueva, IX duque de Alburquerque, viuda de Manuel de Mauleón y Navarra Avellaneda y Haro, IV conde de Castrillo. Sin descendencia de este matrimonio. Tuvo un hijo natural con Magdalena Margarita Tellia que no sucedió en los títulos.  Su hermano, Sebastián Pimentel y Zúñiga, casado con Isabel Luisa Zualart y Muñil, fue padre de José Francisco Alonso-Pimentel y Zualart (m. 8 de enero de 1765),  VII marqués de Povar, VI marqués de Malpica y IV conde de Navalmoral, casado con Josefa Joaquina Álvarez de Toledo Sarmiento y Palafox, V marquesa de Mancera, IV marquesa de Montalbo y V condesa de Gondomar. Uno de los hijos de este matrimonio, que sería el sobrino nieto del VII marqués de Mirabel, sucedió en el marquesado de Mirabel y en el condado de Berantevilla.
- Serafín Pimentel y Álvarez de Toledo (m. 25 de enero de 1799), VIII marqués de Mirabel,[16] V conde de Berantevilla, XIV duque de Medina de Rioseco[17] y XV conde de Melgar.[16]

Casó el 9 de enero de 1793 con Ángela de Zúñiga Fernández de Córdoba y Pimentel. Sin descendencia. Le sucedió su sobrina, hija de su hermana María Petronila Pimentel y Álvarez de Toledo y de Manuel Alonso Fernández de Córdoba, V marqués de Fuentes, IV conde de Torralva, IV conde de Talhara y IV vizconde de las Torres.
- María de los Ángeles del Rosario Fernández de Córdoba y Pimentel, IX marquesa de Mirabel, VI condesa de Berantevilla, VII marquesa de Fuentes, VI condesa de Torralba, etc. Por incompatibilidad de mayorazgos, cedió el marquesado de Mirabel y el condado de Berantevilla a su sobrino, hijo de su sobrina carnal María Petronila Alcántara Pimentel Cernesio y Guzmán y de su esposo Pedro de Alcántara Fernández de Córdoba (1768-1789), XII duque de Medinaceli, VIII duque de Camiña, XI duque de Feria, X duque de Alcalá de los Gazules, XII duque de Segorbe, XIII duque de Cardona, etc.[18]

- Antonio María Fernández de Córdoba (Madrid, 7 de diciembre de 1769-8 de mayo de 1845), X marqués de Mirabel,[19][18][a]  VII conde de Berantevilla y caballero de la Orden de Santiago.[19] Soltero y sin descendencia.[19] Le sucedió:

- Pedro de Alcántara Fernández de Córdoba y Álvarez de las Asturias-Bohorques (baut. 8 de diciembre de 1819-30 de enero de 1883), XI marqués de Mirabel,[21] VIII conde de Berantevilla, senador vitalicio.[21][22][21] Era hijo de Joaquín Fernández de Córdoba y Pacheco, VI duque de Arión,[23] VIII marqués de Mancera, X marqués de Malpica, VII marqués de Montalbo, XII marqués de Povar, etc. y de María de la Encarnación Francisca de Asís Álvarez de las Asturias-Bohórques y Chacón.[23]

Casó, el 24 de octubre de 1858, con Matilde de Carandolet y Donado (m. 19 de enero de 1864), hija de Luis Carondelet Castaños, II duque de Bailén y María Gertrudis Donado García. Le sucedió su hija:
- María de la Encarnación Fernández de Córdoba y Carondolet (13 de marzo de 1862-31 de mayo de 1923),[24] XII marquesa de Mirabel, [21] IX condesa de Berantevilla y IV duquesa de Bailén.[21]

Contrajo matrimonio el 20 de mayo de 1882 con Manuel María González de Castejón y Elio. Sin descendencia. Le sucedió, en 1926, su prima en cuarto grado:

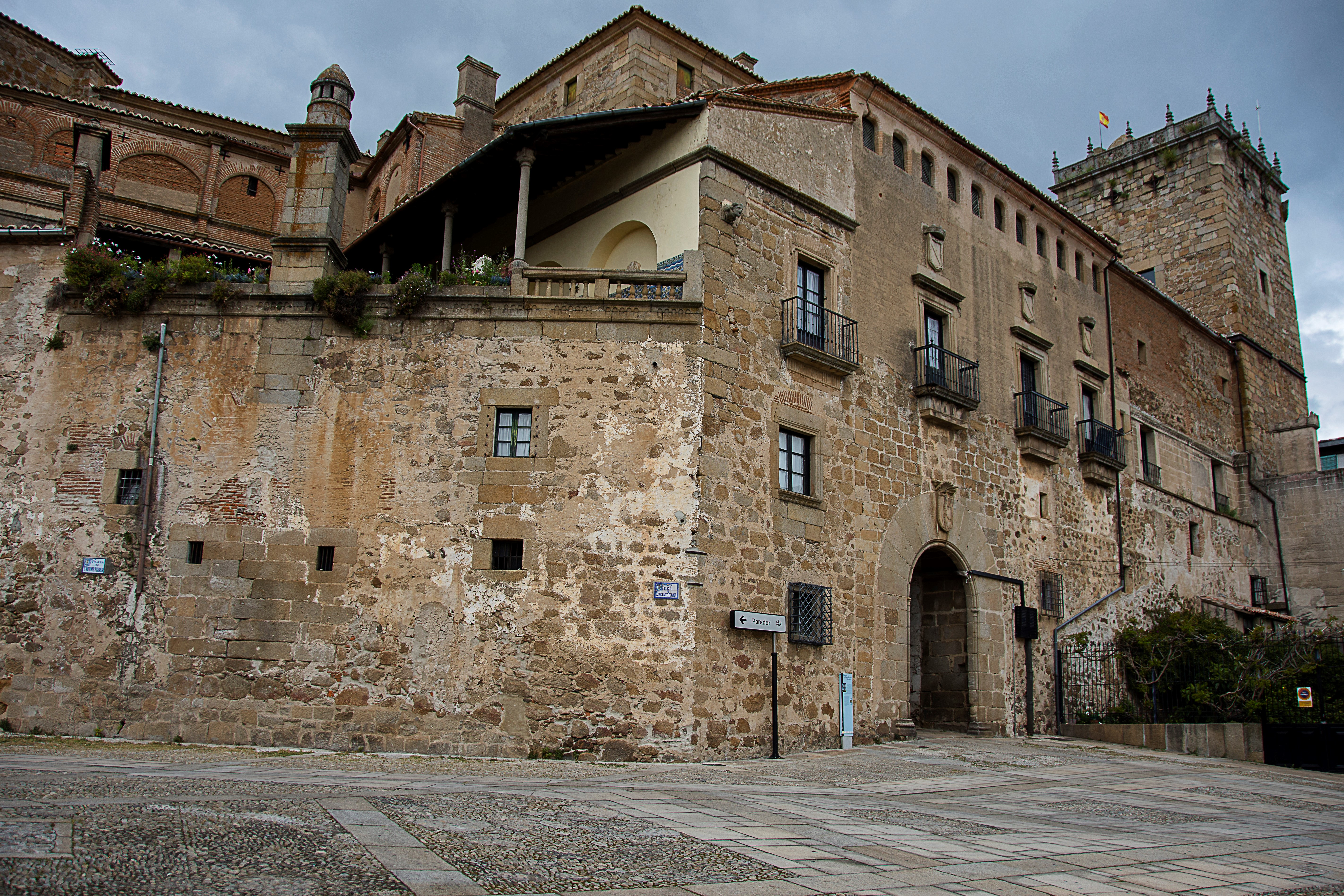
El histórico palacio de Mirabel, del, en la ciudad cacereña de Plasencia, propiedad de la familia de la actual marquesa

- Hilda Joaquina Fernández de Córdoba y Mariátegui (Madrid, 24 de abril de 1908-1 de julio de 1998), XIII marquesa de Mirabel,[25][26] III condesa de Santa Isabel,[27] y XII condesa de Berantevilla. Era hija de Joaquín Fernando Fernández de Córdoba y Osma, II y IV marqués de Griñón, VIII duque de Arión,[23], II conde de Santa Isabel, grande de España,[28] II duque de Cánovas del Castillo,[29] XI marqués de Mancera, XII marqués de Povar, XI marqués de Malpica, X marqués de Valero (por rehabilitación en 1925), II marqués de la Puente,[30] II marqués de Cubas, II marqués de Alboloduy, V marqués de la Puente y Sotomayor[31] y X conde de Berantevilla, y de María de la Luz Mariátegui y Pérez de Barradas, IV marquesa de Bay.[32]

Caso, en Madrid el 16 de julio de 1928, con Manuel Falcó y Escandón (París, 2 de septiembre de 1892-París, 28 de julio de 1975), XI marqués de Castel-Moncayo, IX duque de Montellano, X marqués de Pons y VII conde de Villanueva de las Achas. Le sucedió su nieta:
- Alejandra Falcó y Girod, XIV marquesa de Mirabel y actual titular,[1] hija de Carlos Falcó y Fernández de Córdoba, V marqués de Griñón y XII marqués de Castel-Moncayo, grande de España, y de su primera esposa, Pilar Juana (Jeannine) Girod del Avellanal.

Casó con Jaime de Carvajal y Hoyos (2 de septiembre de 2020), XV marqués de Almodóvar del Río.